# إيغون فرانك
إيغون فرانك (بالألمانية: Egon Franke) هو سياسي ألماني، ولد في 11 أبريل 1913 في هانوفر في ألمانيا، وتوفي بنفس المكان في 26 أبريل 1995. حزبياً، نشط في الحزب الديمقراطي الاجتماعي الألماني. وقد انتخب عضو مجلس الشورى الموحد من ولاية سكسونيا السفلى وانتخب عضو في البوندستاغ الألماني خلال فترته النيابية ‏ (17 مايو 1951 – 7 سبتمبر 1953).

## روابط خارجية
- إيغون فرانك على موقع مونزينجر (الألمانية)
- إيغون فرانك على موقع ميوزك برينز (الإنجليزية)
- إيغون فرانك على موقع ديسكوغز (الإنجليزية)